# منطقة وصاية جيبارا

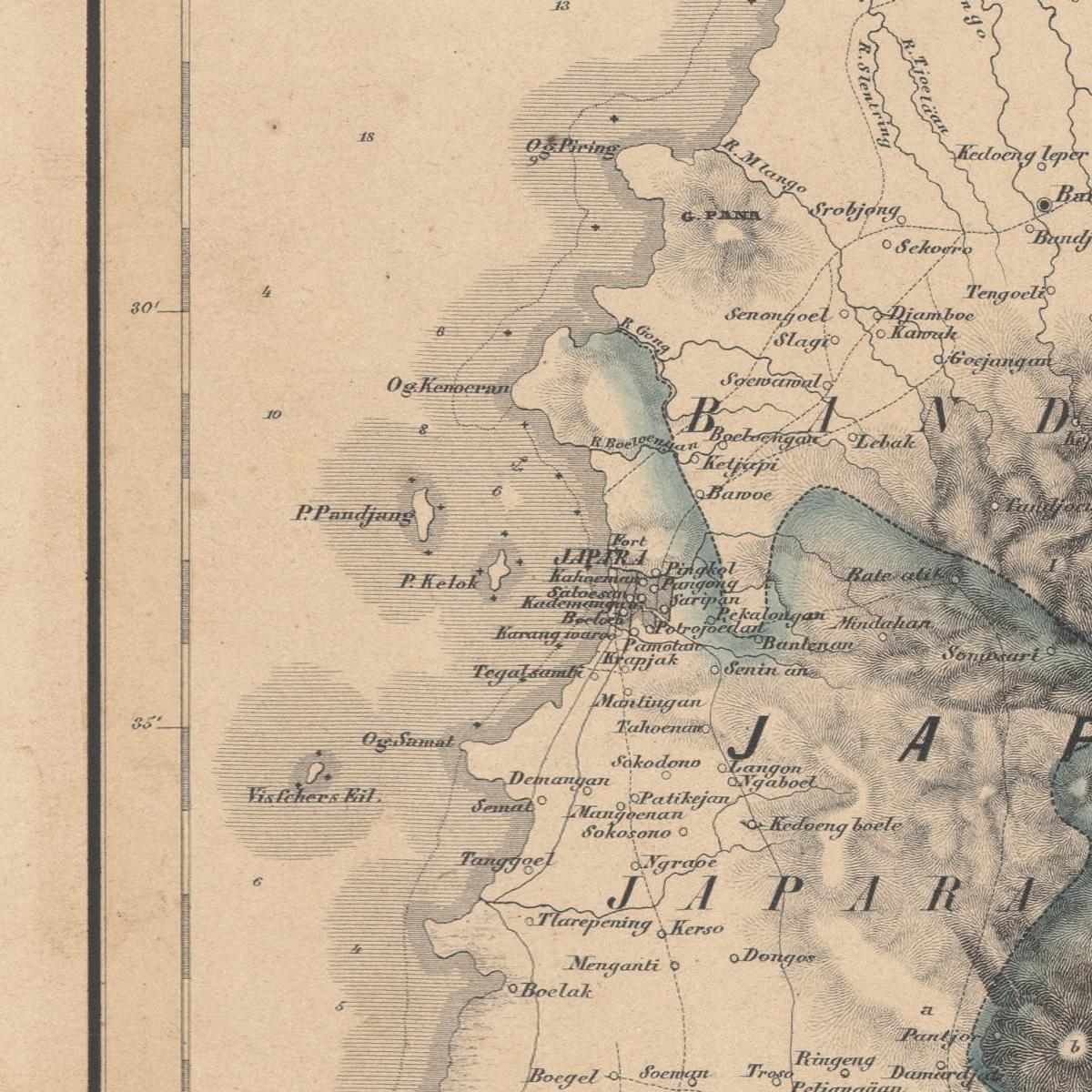
خريطة جيبارا 1858

منطقة وصاية جيبارا (بالإندونيسية: Kabupaten Jepara)‏ هي منطقة وصاية تقع في إقليم جاوة الوسطى بإندونيسيا، بلغ عدد سكانها 1.188.289 نسمة في 2015، عاصمتها جيبارا، تبلغ مساحتها 1.004,16 كم2.
كانت المنطقة من أهم المناطق في بداية نشأة سلطنة ديماك حيث خرج السلطان باتي يونس (ابن رادين فتاح) من جيبارا وبالمبانغ بحوالي 100 سفينة مع 5000 جندي إلي ناحية الشمال وجزيرة ملقا لمهاجمة البرتغال في يناير 1513. على الرغم من هزيمته، أبحر باتي يونس إلى منزله وجعل سفينته الحربية كنصب تذكاري للنضال ضد أكثر الناس جرأة في العالم.
مع ذلك، كان حكم راتو ("الملكة") ريتنا كنشانا لمملكة كلينيامت (بمقاطعة كلينيامت الفرعية بمنطقة جيبارا حاليا) في القرن السادس عشر الأخير هو الأكثر تأثيرًا في جيبارا. هاجمت جيبارا ملقا مرة أخرى عام 1551 هذه المرة مع جوهر لكنها هُزمت، وفي عام 1574 حاصرت ملقا لمدة ثلاثة أشهر.